# Антирелигиозная комиссия
Антирелигиозная комиссия при ЦК ВКП(б) (в 1922—1928 годах официально называлась Комиссией по проведению декрета об отделении церкви от государства при ЦК РКП(б)) — партийно-государственный орган, отвечавший в СССР за проведение антирелигиозной политики советской власти. Существовала с 13 октября 1922 по 30 ноября 1929 года.

## Создание
Комиссия была создана вместо нескольких нерегулярно работавших и слабых комиссий (Комиссия по учету и сосредоточению церковных ценностей, Комиссия по реализации церковных ценностей, Комиссии по антирелигиозной пропаганде), возглавляемых Л. Д. Троцким и Е. М. Ярославским, и стала «централизацией всего „антрелигиозного дела“ в стране».

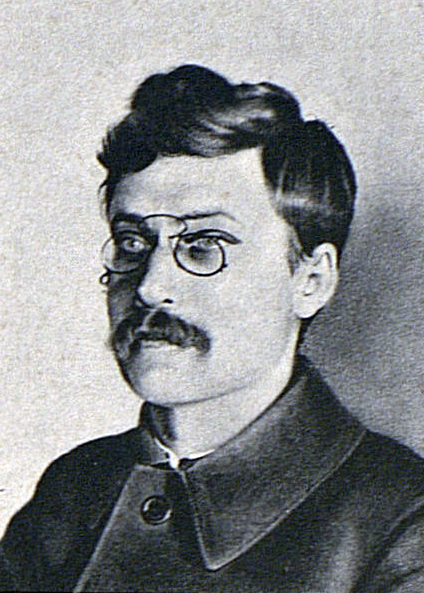
Емельян Ярославский

На своем организационном заседании 17 октября 1922 года комиссия постановила избрать своим председателем Л. Д. Троцкого. Однако 19 октября Политбюро назначило председателем Н. Н. Попова. 18 января 1923 года решением Политбюро его сменил Е. М. Ярославский, который и оставался бессменным председателем до самого конца существования комиссии (1929 года). Секретарем комиссии и одновременно ее куратором от ГПУ стал Евгений Александрович Тучков.

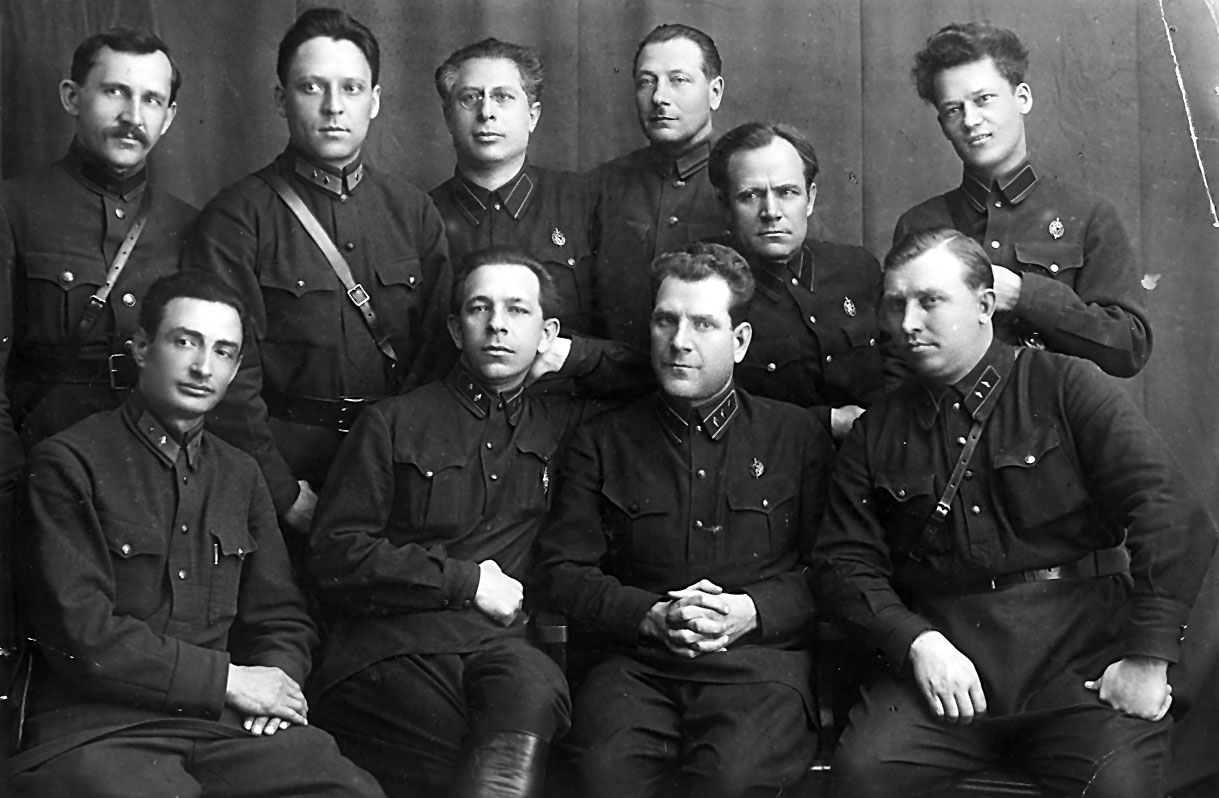
Секретарь Антирелигиозной комиссии Е. А. Тучков (первый ряд, второй справа) среди сотрудников полномочного представительства ОГПУ по Уралу

Кроме них в состав комиссии в разное время входили: А. В. Луначарский, В. Р. Менжинский, П. Г. Смидович, В. Д. Бонч-Бруевич, П. А. Красиков, Г. В. Чичерин, Н. В. Крыленко, М. М. Литвинов, Я. С. Агранов, А. А. Сольц, И. И. Скворцов-Степанов, Н. К. Нариманов и другие руководители партийных и правительственных учреждений и организаций. Стратегию и тактику комиссии определяли В. И. Ленин, Н. И. Бухарин, Л. Д. Троцкий, Л. В. Каменев, Г. Е. Зиновьев, И. В. Сталин, Ф. Э. Дзержинский, Л. М. Каганович, А. И. Рыков. С учетом различных помощников, привлекавшихся в качестве приглашенных и экспертов, всего к деятельности комиссии было причастно порядка 100 человек.
Как отмечал историк и философ, автор книги «Бог и комиссары», С. Н. Савельев, комиссией «руководили почти сплошь малограмотные, но очень жестокие люди. Как правило, самоучки, четыре-пять классов образования! Даже у руководителей комиссии — никаких самых элементарных знаний о религии, не говоря уже о методологии исторического или философского анализа. Чем этих людей заряжали референты и консультанты ГПУ-НКВД, тем они и выстреливали: работали на справках VI отделения Объединенного политического управления. Тем не менее, члены комиссии во главе с Ем. Ярославским отдавали на поношение, разгром и уничтожение целые направления религиозной и нравственной мысли России».

## Деятельность
Комиссия проводила свои заседания в приемной М. И. Калинина регулярно каждые две недели. Всего состоялось 118 заседаний, на которых было рассмотрено 842 вопроса. Комиссия обладала широкими административными полномочиями и вмешивалась в деятельность всех религиозных конфессий СССР по самым разнообразным вопросам — от организационных и догматических до кадровых и финансовых.

### Методы
Комиссия директивно направляла и контролировала деятельность всех органов власти (партийных, государственных, правоохранительных) по борьбе с религией. Средства этой борьбы были самыми разными: цензура (в том числе комиссия решала, какую религиозную литературу и в каких объемах в СССР можно печатать или ввозить), дезинформация, организация Союза воинствующих безбожников, аресты, карательные операции, судебные процессы и т. д. Также комиссия готовила материалы к решениям Политбюро.
По мнению историка Игоря Курляндского, все это «делалось не для реализации принципа отделения Церкви от государства, как лицемерно декларировалось в официальном названии комиссии, а с целью максимального ослабления всех религиозных организаций (…), с перспективой уничтожения религии в будущем как таковой и вытравления „религиозных пережитков“ из сознания людей».
Одним из методов комиссии стала «работа» с религиозными лидерами. На них оказывалось давление, они запугивались, подвергались вербовке.

### Тактические задачи

#### Борьба с пацифизмом
Антирелигиозная комиссия и органы ОГПУ сыграли большую роль в официальном отказе от пацифизма центральных органов евангельских христиан и баптистов. Так, во время проведения в Москве XXV Всероссийского съезда баптистов (30 ноября — 8 декабря 1923 года), обсуждавшего этот вопрос, комиссия поручила ОГПУ «в случае вынесения съездом резолюции по военному вопросу в отрицательном смысле, …таковой съезд расколоть на две части и постараться отколовшихся милитаристов слить с евангелистами». Одновременно комиссия приняла решение об аресте во время съезда или сразу после него 11 наиболее последовательно занимавших пацифистскую позицию делегатов, из которых 6 человек (М. Д. Тимошенко, И. Н. Шилов, Н. А. Левинданто, Р. Д. Хомяк, Глаголев и Принцев) были высланы в Нарым и на Соловки.

## Прекращение деятельности
После сворачивания «религиозного нэпа» и перехода к тотальным репрессиям в отношении верующих в деятельности комиссии отпала необходимость.
Заседание Политбюро ЦК 8 августа 1929 г., на котором присутствовали руководители комиссии, постановило: «Религии со своими догмами, этикой, праздниками, обрядами, являясь сами по себе контрреволюционной идеологической силой, — тем легче обращаются антисоветскими элементами в орудие срыва коллективизации сельского хозяйства, социалистического соревнования, перехода на непрерывную производственную неделю… все это ведет к ослаблению обороноспособности страны и является, по существу, подготовкой тыла в интересах мирового империализма».
Последовавшая за этим спецдиректива, подписанная Молотовым и Кагановичем, объявила религиозные организации легально действующей контрреволюционной силой, оказывающей влияние на массы населения. Эта директива положила начало тотальным гонениям. Комиссия стала не нужна.